# Aeroportul Bermuda Dunes
Aeroportul Bermuda Dunes (IATA: UDD, ICAO: KUDD, FAA LID: UDD) este un aeroport din California, Statele Unite ale Americii ce deservește zona Palm Springs⁠(d). Aeroportul a fost tranzitat în 2019 de 324 de pasageri.
Situat la o altitudine de 22 m, aeroportul dispune de 1 pistă.

## Infrastructură

### Piste
Aeroportul dispune de o singură pistă. Pista 10/28 are suprafața de asfalt și dimensiunile 5.002 picioare × 70 picioare. 